# 烏斯 (挪威)

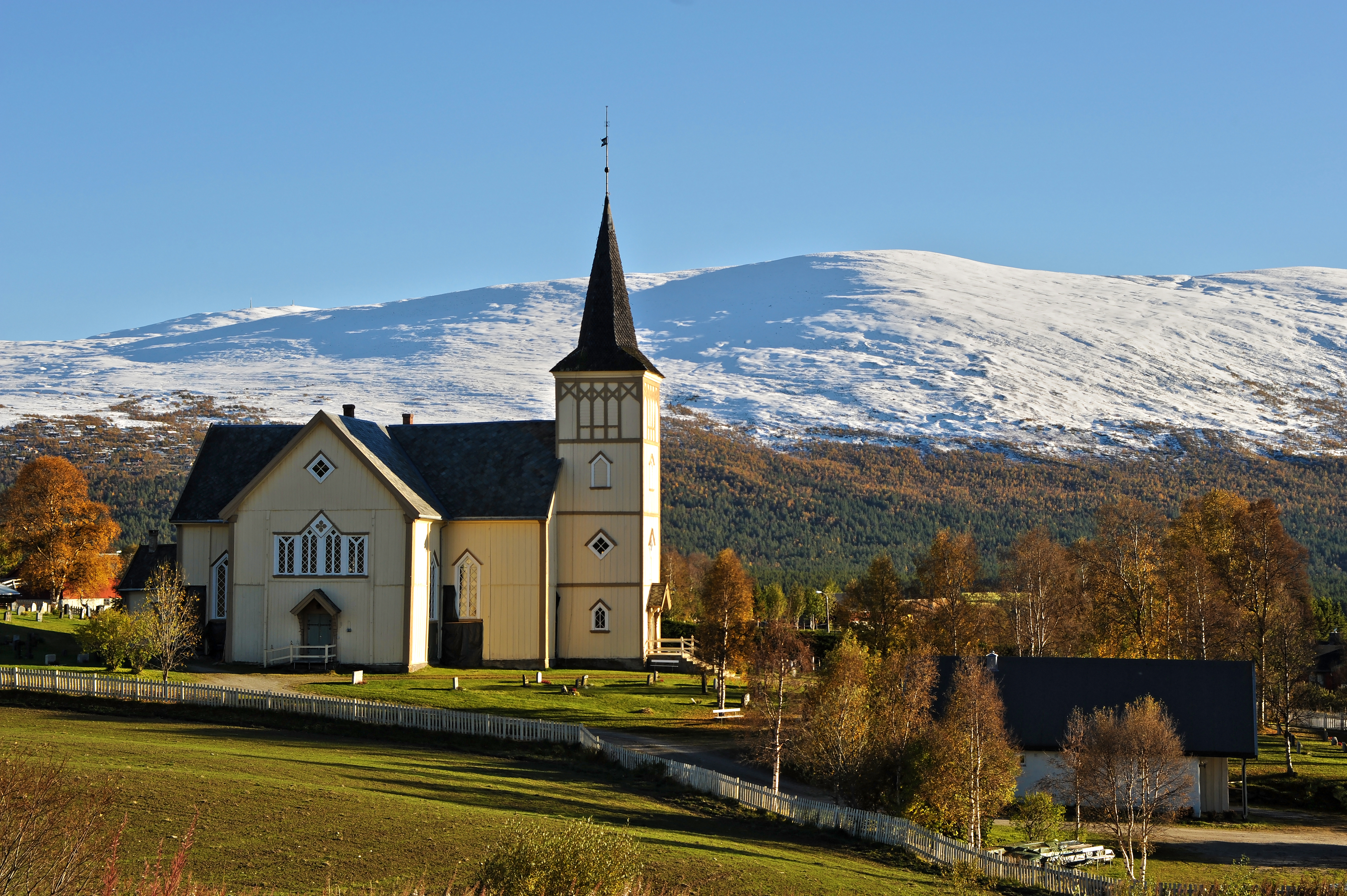

烏斯（挪威語：Os）是挪威的一個市镇，位於内陆郡，行政中心为烏斯村。市镇面积为1,040平方公里，人口数量为2,131人（2004年），人口密度为每平方公里2人。